# Giải đua ô tô Công thức 1 Bỉ 2007

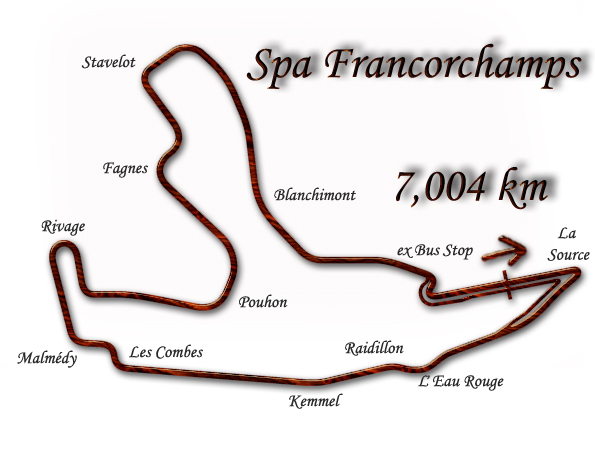
Sơ đồ đường đua Spa Francorchamps sử dụng cho Giải đua xe Công thức 1 Bỉ năm 2007

Giải đua ô tô Công thức 1 Bỉ năm 2007 là chặng đua thứ mười bốn của giải vô địch thế giới Công thức 1 năm 2007. Giải được tổ chức vào ngày 16 tháng 9 năm 2007.

## Xếp hạng chi tiết
| STT | Số xe | Tay đua              | Đội đua            | Số vòng | Thời gian         | Xuất phát | Điểm |
| --- | ----- | -------------------- | ------------------ | ------- | ----------------- | --------- | ---- |
| 1   | 6     | Kimi Räikkönen       | Ferrari            | 44      | 1:20:39.066       | 1         | 10   |
| 2   | 5     | Felipe Massa         | Ferrari            | 44      | +4.6 giây         | 2         | 8    |
| 3   | 1     | Fernando Alonso      | McLaren-Mercedes   | 44      | +14.3 giây        | 3         | 6    |
| 4   | 2     | Lewis Hamilton       | McLaren-Mercedes   | 44      | +23.6 giây        | 4         | 5    |
| 5   | 9     | Nick Heidfeld        | BMW Sauber         | 44      | +51.8 giây        | 6         | 4    |
| 6   | 16    | Nico Rosberg         | Williams-Toyota    | 44      | +76.8 giây        | 5         | 3    |
| 7   | 15    | Mark Webber          | Red Bull-Renault   | 44      | +80.6 giây        | 7         | 2    |
| 8   | 4     | Heikki Kovalainen    | Renault            | 44      | +85.1 giây        | 9         | 1    |
| 9   | 10    | Robert Kubica        | BMW Sauber         | 44      | +85.6 giây        | 14        |      |
| 10  | 11    | Ralf Schumacher      | Toyota             | 44      | +88.5 giây        | 10        |      |
| 11  | 12    | Jarno Trulli         | Toyota             | 44      | +103.5 giây       | 8         |      |
| 12  | 18    | Vitantonio Liuzzi    | Toro Rosso-Ferrari | 43      | + 1 vòng          | 13        |      |
| 13  | 8     | Rubens Barrichello   | Honda              | 43      | + 1 vòng          | 17        |      |
| 14  | 20    | Adrian Sutil         | Spyker-Ferrari     | 43      | + 1 vòng          | 19        |      |
| 15  | 22    | Takuma Sato          | Super Aguri-Honda  | 43      | + 1 vòng          | 18        |      |
| 16  | 23    | Anthony Davidson     | Super Aguri-Honda  | 43      | + 1 vòng          | 20        |      |
| 17  | 21    | Sakon Yamamoto       | Spyker-Ferrari     | 43      | + 1 vòng          | 21        |      |
| Ret | 7     | Jenson Button        | Honda              | 36      | Bộ thủy lực       | 12        |      |
| Ret | 17    | Alexander Wurz       | Williams-Toyota    | 34      | Áp lực nhiên liệu | 15        |      |
| Ret | 14    | David Coulthard      | Red Bull-Renault   | 29      | Thủy lực          | 11        |      |
| Ret | 19    | Sebastian Vettel     | Toro Rosso-Ferrari | 8       | Bánh lái          | 16        |      |
| Ret | 3     | Giancarlo Fisichella | Renault            | 1       | Ngưng nửa chừng   | 22        |      |